# Kasteel van Breteuil
Het Kasteel van Breteuil (Frans: Château de Breteuil) is een kasteel in Frankrijk dat gebouwd is in de 17e eeuw en uitgebreid in de 18e eeuw. Het ligt in de gemeente Choisel op 35 kilometer te zuidwesten van Parijs in de Vallei van Chevreuse van het riviertje de Yvette.